# 戴通納24小時耐力賽
戴通納24小時耐力賽（英語：24 Hours of Daytona），現在稱作勞力士戴通納24小時耐力賽，是在戴通納國際賽道舉行的一年一度的24小時跑車耐力賽。自它創立以來，都在一月份的最後一個周末或者二月份的首個周末舉辦，它也是美國每年的第一個重要賽車比賽。目前它還是國際賽車運動協會跑車錦標賽每個賽季的第一場比賽。
這個賽事在歷史上被稱為非正式的耐力賽三冠王中的一個（另兩個分別是賽百靈12小時耐力賽和利曼24小時耐力賽），盡管它與國際跑車比賽的規則一直隔絕，但近年來這些規定已經放寬。

## 外部鏈接
- Rolex 24 at Daytona 的存檔，存档日期2017-03-05.
- United SportsCar Championship official site （页面存档备份，存于）